# Бранко Јевтић
Бранко Јевтић (Београд, 1. март 1887 — Битољ, 9. август 1916) био је српски сликар.

## Биографија
Бранко Јевтић је учио сликарство у Београду код Кирила Кутлика и Ристе Вукановића. Наставио је студије у  атељеу Влахе Буковца у Прагу, где је боравио од 1905. до 1910. У Паризу је боравио 1914. Погинуо је у пробоју српске војске на Солунском фронту 1916.